# Versorgungswerk der Presse
Die Versorgungswerk der Presse GmbH (oft auch kurz Presse-Versorgung) ist eine Versorgungseinrichtung der Kommunikations- und Medienbranche. Die Non-Profit-Organisation mit Sitz in Stuttgart verfügt über Kapitalanlagen mit einem Buchwert von sieben Milliarden Euro und verwaltet rund 160.000 Versicherungsverträge.
Die Presse-Versorgung versichert Journalisten und Medienschaffende im Bereich der Alters-, Hinterbliebenen-, Berufsunfähigkeits- und Pflegevorsorge.
Im Jahr 2015 ist die Presse-Versorgung für weitere Wirtschaftsbereiche und Berufsfelder (z. B. für Werbeagenturen und Informationsdienstleister) geöffnet worden, da sich der versicherbare Personenkreis durch die Verbreitung neuer Technologien stetig verändert.
Den Gesellschafterkreis bilden der Bundesverband Digitalpublisher und Zeitungsverleger, MVFP Medienverband der freien Presse sowie der Deutsche Journalisten-Verband mit seinen Landesverbänden und die Vereinte Dienstleistungsgewerkschaft ver.di in den Fachbereichen Medien, Kunst und Industrie.

## Gründungsgeschichte
Noch Mitte des 19. Jahrhunderts fristeten viele Schriftsteller und Journalisten ein entbehrungsreiches Dasein. Miserable Löhne und unzureichender Schutz bei Krankheit, Berufsunfähigkeit und Tod kennzeichneten die Situation vieler Zeitungsredakteure. Nur wenige Großverlage wie Rudolf Mosse in Berlin, M. DuMont Schauberg in Köln oder Girardet in Essen sahen bereits eine Pension für Redakteure vor.

### Pensionsanstalt deutscher Journalisten und Schriftsteller von 1893
Die „Pensionsanstalt deutscher Journalisten und Schriftsteller, eine auf dem allgemeinen deutschen Journalisten- und Schriftstellertag zu München 8. Juli 1893 begründete Vereinigung (nach dem Vorbilde der Genossenschaft deutscher Bühnenangehörigen oder dem der allgemeinen deutschen Lehrerinnenpensionsanstalt, s. d.), sichert ihren Mitgliedern nach Vollendung des 60. Lebensjahres oder bei früher eintretender Invalidität einen Ruhegehalt, der für gewöhnlich im Höchstfalle gegenwärtig 5455,88 Mk. betragen kann. Die Warte- (Karenz-) Zeit beträgt 10 Jahre, kann jedoch gegen Nachzahlung auf 5 Jahre abgekürzt werden. Mitglieder, die vor Ablauf der Wartezeit invalid werden, erhalten fünf Sechstel ihrer Beiträge zurück. Die Anstalt, deren Sitz München ist, besitzt die Rechte einer juristischen Person, ist vom kaiserlichen Privatversicherungsamt 1902 als Versicherungsverein auf Gegenseitigkeit anerkannt und gliederte sich Ende 1905 in 27 Ortsverbände. Der Vermögensbestand belief sich Ende 1905 auf 1 Mill. Mk., die Mitgliederzahl auf 800 ohne Pensionäre und ohne außerordentliche (unterstützende) Mitglieder. An diese Anstalt soll sich im Laufe der nächsten Jahre eine Witwen- und Waisenpensionskasse angliedern.“ Nachweislich mitwirken taten mehrere Journalisten, wie Rudolf Singer (Chefredakteur, 1845) im Vorstand und Aufsichtsrat der deutschen Zeitungslandschaft.
Lediglich zehn Prozent der damals rund 10.000 Journalisten traten der Pensionsanstalt bei. Die geringe Nachfrage führte in Verbindung mit der rasanten Inflation nach dem Ersten Weltkrieg zur Einstellung des Geschäftsbetriebes im Jahre 1924.

### Versorgungsanstalt der Reichsarbeitsgemeinschaft der deutschen Presse von 1926
Die Vorläuferversion des heutigen Versorgungswerks wurzelt im Jahr 1926. Schon am 9. Januar 1926 war von der damaligen Reichsarbeitsgemeinschaft der deutsche Presse, also von Verlegern und Redakteuren, eine Versorgungsanstalt der Presse in Berlin gegründet worden, der ein erstes berufsständisches Vertragswerk auf tarifrechtlicher Basis mit allgemeinverbindlich erklärtem Normaldienstvertrag zugrunde lag.  Gesellschafter waren der Reichsverband der deutschen Presse (RDP) als Journalistenorganisation und der Arbeitgeberverband des deutschen Zeitungsgewerbes.
Bis 1945 wuchs der Versicherungsbestand auf fast 6500 Versicherungsverträge, die Einnahmen betrugen um die 3,5 Millionen Reichsmark. Mit dem Ende des Zweiten Weltkrieges war das gesamte Vermögen der Versorgungsanstalt jedoch verloren. Die Besatzungsmächte verhängten ein Prämienzahlungsverbot und beschlagnahmten alle Guthaben der Anstalt, wodurch diese völlig lahmgelegt wurde. Somit wurde ein Neuaufbau der Altersversorgung für Journalisten dringend erforderlich.

### Neugründung 1949
Nach Kriegsende war es für die wiedergegründeten Journalistenorganisationen einer der wichtigsten Aufgaben zu klären, ob der Tarifvertrag von 1926 noch gültig war und wie die zukünftige Versorgung der Journalisten aussieht.  Treibende Kräfte für eine Neugründung waren insbesondere Verleger und Journalisten aus der britischen Besatzungszone, die sich ab August 1946 in der Arbeitsgemeinschaft Nordwestdeutsche Presse zusammenfanden. Aus der dort neuentstandenen Sozialeinrichtung (Versorgungswerk der Nordwestdeutschen Presse) entstand in seiner heutigen Form das Versorgungswerk der Presse GmbH, dessen Gründungsversammlung am 28. Mai 1949 im historischen „Magister Dr. Faust Haus“ in Bad Kreuznach abgehalten wurde. Zu den Mitgliedern des siebenköpfigen Verwaltungsrates gehörten u. a. die Verleger Dietrich Oppenberg und Artur Lauinger; Paul Heile aus Hamburg wurde zum Vorsitzenden gewählt.

### Entwicklung
Die Gesellschafter (regionale Zeitungsverleger- und Journalistenverbände) übertrugen den Versicherungsschutz einem Konsortium von Lebensversicherern. In der Gründungsphase waren dies die Allianz, daneben Gerling und die Colonia. Colonia ging in der Folge in der AXA auf und Gerling im HDI. Die Versicherungsrisiken werden heute von Allianz (federführend), HDI, AXA und R+V getragen. Die R+V ist seit dem 1. Januar 2019 als weiterer Lebensversicherer in das Konsortium mit aufgenommen worden.
Die zur obligatorischen Altersversorgung von Journalisten abgeschlossenen Verträge sind durch die einschlägigen Tarifverträge veranlasst. Alle Gesellschafter verzichteten von Beginn an auf Gewinnausschüttungen. Durch einen gesonderten Abrechnungsverband für die Kapitalanlagen wurde eine Vermischung mit den Anlagegeldern der Konsortialpartner vermieden und es konnten eigene Strategien und Anlageschwerpunkte gewählt werden. Zur Bewältigung der Versorgungsprobleme für die Redakteure der Kriegsgeneration, wurde 1953 zusätzlich die Versorgungskasse der Deutschen Presse gegründet. In diese „Unterstützungskasse“ zahlten die Verleger einen Beitrag von 2,5 Prozent des Gehalts ihrer Redakteure ein. Im Jahr 1974 gelang ein großer Schritt durch den Abschluss einer tarifvertraglichen Lösung für die Zeitschriftenredakteure, weshalb der Verband Deutscher Zeitschriftenverleger (VDZ), die Industriegewerkschaft IG Druck und Papier sowie die Deutsche Angestelltengewerkschaft (DAG) als zusätzliche Gesellschafter dem Versorgungswerk beitraten. Als 1998 die Versorgungskasse für Neuzugänge geschlossen wurde, zahlten die Verleger ihre Beiträge für eine zusätzliche Versicherung ihrer Redakteure in das Versorgungswerk ein. Für Zeitschriftenredakteure, die seit April 2013 erstmals beim Presse-Versorgungswerk angemeldet werden, gilt ein neuer Tarifvertrag mit paritätischer Beitragszahlung (Redakteur und Verlag je 4 %).
Neben der „Pflichtversorgung“ (Obligatorium) spielte zunehmend das „freiwillige Versicherungsgeschäft“ eine immer größere Rolle für das Unternehmen. Der Anteil dieses zweiten Geschäftsbereichs ist 2020 auf rund 85 Prozent des Gesamtbestandes gestiegen. Hierzu zählt sowohl die private als auch die betriebliche Altersvorsorge.